# Samba (singel Ricky’ego Martina)
Samba – piosenka latin-popowa stworzona na dziewiąty album studyjny portorykańskiego piosenkarza Ricky’ego Martina pt. Música + Alma + Sexo (2011). Wyprodukowany przez Desmonda Childa oraz nagrany z gościnnym udziałem brazylijskiej wokalistki Claudii Leitte, utwór wydany został jako piąty, promocyjny singel z krążka dnia 18 września 2011 roku.

## Informacje o utworze
„Samba” łączy w sobie gatunki latynoskiego popu, muzyki elektronicznej oraz brazylijskiej samby. Autorami utworu są Ricky Martin i Desmond Child (także producent). W utworze tym Martin śpiewa w języku angielskim, a zawarta na featuringu Claudia Leitte − po portugalsku.
„Samba” posłużyła za singel promocyjny. W Brazylii wydana została na płytach kompaktowych oraz w formacie airplay we wrześniu 2011. W Stanach Zjednoczonych 14 listopada 2011 odbyła się premiera singla w sprzedaży cyfrowej. Piosenka nie była notowana na żadnej liście przebojów.
Klubowy remiks utworu, zawarty na brazylijskim deluxe edition albumu Martina Música + Alma + Sexo, stworzył Deeplick.

## Teledysk
Wideoklip do utworu kręcony był w Miami w dniach 28–29 lipca 2011 roku. Wyreżyserowany przez brazylijską reżyser Flávię Moraes klip miał swoją premierę 18 września 2011. W teledysku Martin i Leitte śpiewają i tańczą sambę w przyciemnionym, oświetlanym neonami pomieszczeniu.

## Listy utworów i formaty singla
Brazylijski singel CD
1. „Samba” – 4:35
2. „Samba” (Deeplick Remix) – 5:00

Amerykański digital download
1. „Samba” − 3:08